# فيليكس حلفون
فيليكس حلفون (بالعبرية: פליקס חלפון‏) هو لاعب كرة قدم إسرائيلي في مركز الدفاع، ولد في 7 أبريل 1972 في بات يام في إسرائيل. شارك مع منتخب إسرائيل تحت 21 سنة لكرة القدم ومنتخب إسرائيل لكرة القدم. أما مع النوادي، فقد لعب مع بيتار القدس ونادي بني يهودا تل أبيب ونادي مكابي تل أبيب وهابوعيل تل أبيب وهبوعيل حيفا.

## وصلات خارجية
- فيليكس حلفون على موقع الاتحاد الدولي (مؤرشف)  (الإنجليزية)
- فيليكس حلفون على موقع قاعدة بيانات كرة القدم.إي يو (الإنجليزية)
- فيليكس حلفون على موقع ناشيونال فوتبول تيمز (الإنجليزية)